# REC Solar
REC Solar Holdings AS – norweskie przedsiębiorstwo zajmujące się energią słoneczną i marka paneli słonecznych. Firma REC produkuje krzem, płytki, ogniwa, wysokiej jakości słoneczne panele fotowoltaiczne (PV), a także zapewnia kompleksowe rozwiązania inżynieryjne, zaopatrzeniowe i budowlane. Liczba roszczeń gwarancyjnych dla produktów marki REC jest najniższa wśród wszystkich producentów paneli fotowoltaicznych.
Firma REC została założona w Norwegii w 1996 roku. Początkowo wafle krzemowe myte były ręcznie, aktualnie (zgodnie z danymi na koniec grudnia 2016 roku) łączna liczba paneli wyprodukowanych przez firmę sięga 26 milionów. Siedziba firmy znajduje się w Norwegii, a centrala operacyjna – w Singapurze. Firma zatrudnia 2000 osób na całym świecie. Biura regionalne, lokalni przedstawiciele i partnerzy działają w Europie, Stanach Zjednoczonych i regionach Azji i Pacyfiku.
Początkowo litery REC w nazwie były skrótem od nazwy Renewable Energy Corporation. Dziś firma funkcjonuje pod nazwą skróconą REC.

## Historia firmy
| Rozpoczęcie działalności | 1996      | Założenie siedziby w Norwegii                                                                                 |
| Rozpoczęcie działalności | 1997      | Produkcja pierwszego wafla krzemowego mytego ręcznie latem 1997 roku                                          |
| Uprzemysłowienie         | 1997–2010 | Produkcja płytek, ogniw słonecznych i paneli słonecznych w Skandynawii (Norwegia i Szwecja)                   |
| Rozwój                   | 2010      | Uruchomienie w pełni zautomatyzowanej i zintegrowanej produkcji płytek, ogniw i paneli w fabryce w Singapurze |
| Rozwój                   | 2013      | Oddzielenie grupy REC od firmy Renewable Energy Corporation ASA (obecnie znany jako „REC Silicon ASA”)        |
| Rozwój                   | 2015      | REC przejęty przez norweską grupę Elkem i wycofany z giełdy w Oslo                                            |

## Panele słoneczne
Firma REC zajmuje się produkcją paneli słonecznych na rynki komercyjne, przemysłowe oraz mieszkaniowe.

## Program REC Certified Solar Professional
Firma REC, zajmując się głównie produkcją, monitoruje po części sprzedaż swoich produktów, oferując wybranym przedstawicielom możliwość udziału w programie REC Certified Solar Professional. Instalatorzy, którzy są objęci programem, mogą poświadczyć, że zajmują się montażem zgodnie ze szczegółowymi wytycznymi firmy REC. Program początkowo został wprowadzony w Europie, a następnie rozszerzony na USA, Australię, Japonię, Filipiny, Indonezję oraz Indie. Na instalacje wykonane przez certyfikowanych instalatorów producent udziela o 5 lat dłuższej gwarancji produktowej na moc wyjściową (dotyczy instalacji do 500 kW).

## Działalność operacyjna
| Lokalizacja    | Kraj     | Typ              | Produkcja w Watach | Produkcja w Watach | Produkcja w Watach | Produkcja w Watach | Produkcja w Watach | Produkcja w Watach | Produkcja w Watach |
| Lokalizacja    | Kraj     | Typ              | 2010               | 2011               | 2012               | 2013               | 2014               | 2015               | 2016               |
| -------------- | -------- | ---------------- | ------------------ | ------------------ | ------------------ | ------------------ | ------------------ | ------------------ | ------------------ |
| Dzielnica Tuas | Singapur | Panele słoneczne | 525 MW             | 675 MW             | 750 MW             | 820 MW             | 955 MW             | 1,2 GW             | 1,4 GW             |

## Nagrody i osiągnięcia
Rok 2016
- Pierwsze miejsce w rankingu firm, których panele są najczęściej instalowane w Niemczech[4].
- Pierwsze miejsce w rankingu firm, których panele są najczęściej instalowane w domach w Kalifornii (pod koniec trzeciego kwartału)[5][6].
- Pierwsze miejsce w rankingu firm, których panele są najczęściej instalowane w domach w Kolorado[7].
- Nagroda Singapore 1000, Net Profit Growth Excellence (dla działu produkcji)[8].

Rok 2015
- Pierwsze miejsce w rankingu firm, których panele są najczęściej instalowane w domach w Kalifornii (największy rynek dla zastosowań domowych w USA)[7].
- Nagroda Intersolar (w zakresie rozwiązań fotowoltaicznych)[9].
- Nagroda IAIR dla najlepszej z firm dbających o zrównoważony rozwój (w kategorii rozwiązań fotowoltaicznych, konkurs obejmuje cały świat)[10].